# Heinz Harmel
Heinz Harmel (Metz, 29 de junho de 1906 - Krefeld, 2 de setembro de 2000) foi um oficial alemão, comandante da 10.ª Divisão Panzer SS Frundsberg da Waffen-SS, que serviu durante a Segunda Guerra Mundial.

## Condecorações
| Medalha dos Sudetos com Barra do Castelo de Praga                          |                        |
| Medalha Memel                                                              |                        |
| Cruz de Ferro (1939) 2ª Classe                                             | 30 de maio de 1940     |
| Cruz de Ferro (1939) 1ª Classe                                             | 1 de junho de 1940     |
| Distintivo da infantaria de assalto                                        | 4 de dezembro de 1940  |
| Distintivo de Feridos (1939) em Preto                                      | 21 de março de 1943    |
| Distintivo de Combate Fechado em Bronze                                    |                        |
| Distintivo de Combate Fechado em Prata                                     | 10 de setembro de 1943 |
| Medalha da Frente Oriental                                                 | 15 de agosto de 1942   |
| Distintivo de Destruição de Blindados                                      | 31 de março de 1943    |
| Cruz Germânica em Ouro                                                     | 29 de novembro de 1941 |
| Cruz de Cavaleiro da Cruz de Ferro                                         | 31 de março de 1943    |
| Cruz de Cavaleiro da Cruz de Ferro com Folhas de Carvalho nº 296           | 7 de setembro de 1943  |
| Cruz de Cavaleiro da Cruz de Ferro com Folhas de Carvalho e Espadas nº 116 | 15 de novembro de 1944 |
| Mencionado na Wehrmachtbericht                                             | 16 de julho de 1944    |